# تیلور شیلینگ
تیلور شیلینگ (به انگلیسی: Taylor Schilling) (زاده ۲۷ ژوئیه ۱۹۸۴)؛ بازیگر آمریکایی است. او اولین بار به صورت حرفه‌ای در سال ۲۰۰۷، نقشی مکمل در فیلم ماده تاریک را بازی کرد. در سال ۲۰۰۹ به ایفای نقش در مجموعهٔ درام پزشکی بخشش که از شبکهٔ ان‌بی‌سی پخش می‌شد، پرداخت و در سال ۲۰۱۱ بازی در فیلم سینمایی اطلس شورید: قسمت اول را تجربه کرد.
تایلور شیلینگ بخاطر بازی در فیلم خوش شانس در سال ۲۰۱۲ که در این فیلم نقش مقابل زک افران را ایفا می‌کرد، نامزد دریافت دو جایزه از جشنوارهٔ جوایز برگزیده نوجوانان شد و در همین سال در فیلم آرگو نیز ایفای نقش کرد.
همچنین در سال ۲۰۱۳ فیلم سینمایی بمان و مجموعهٔ تلویزیونی نارنجی مد جدید است که از شبکهٔ Netflix پخش می‌شود را بازی کرد. این مجموعه، اقتباسی از زندگی‌نامهٔ پایپر چپمن است که در هفت فصل ساخته شد.
او همچنین در فیلم تیتان و فیل بازی کرده‌است.